# Cinquième district congressionnel d'Arizona
Le 5e district congressionnel de l'Arizona est un district situé dans l'État américain de l'Arizona, actuellement représenté par le Républicain Andy Biggs.
Le district comprend Gilbert, Queen Creek, le sud et l'est de Chandler et l'est de Mesa. Il se trouve dans l'est du Comté de Maricopa et dans le nord du Comté de Pinal et comprend la majeure partie de la East Valley. Son Représentant, Andy Biggs, a été élu en novembre 2016.

## Histoire
L'Arizona s'est doté d'un cinquième district après le recensement de 1980. Il couvrait la majeure partie du sud-est de l'État, bien que la majeure partie de sa population soit située dans la moitié Est de Tucson. Il s'agissait d'un district à tendance républicaine, bien qu'un Démocrate l'ait remporté lors de la première élection en 1982 avant de céder la place à un Républicain en 1984.
Après le recensement de 2000, cette circonscription est devenue essentiellement la 8e circonscription, tandis que la majeure partie de l'ancien 6e district située dans le Comté de Maricopa est devenue le nouveau 5e district. Cette version du 5e district couvrait la totalité de Tempe et Scottsdale et des parties de Chandler, Mesa et la section Ahwatukee de Phoenix. Bien que les Républicains soient plus nombreux que les Démocrates (environ 40 000 électeurs), le 5e district est considéré comme beaucoup moins conservateur que les autres districts de la banlieue de Phoenix. George W. Bush a obtenu 54 % des voix dans ce district en 2004, et John McCain, dans c'est le district d'origine, l'a remporté de justesse en 2008 avec 51,70 % des voix contre 47,17 % pour Barack Obama.
Après le recensement de 2010, cette circonscription est devenue pour l'essentiel le 9e district, tandis que le 5e a été reconfiguré pour inclure la majeure partie de l'East Valley. Cette zone avait auparavant été le 1er district de 1951 à 2003 et le 6e district de 2003 à 2013. Comme ses prédécesseurs, ce district est fortement Républicain.
Après le recensement de 2020, ce district et le 8e étaient les deux seuls districts à rester sensiblement dans les mêmes zones. Le 5e district révisé couvre toujours une partie de l'est du Comté de Maricopa et du nord du Comté de Pinal, y compris Apache Junction. Dans le Comté de Maricopa, il se trouve essentiellement au sud du centre-ville de Phoenix et de Salt River et à l'est de Rt. 101.[4]

## Historique des votes
| Année | Poste     | Résultats          |
| ----- | --------- | ------------------ |
| 2000  | Président | Bush 54 % – 43 %   |
| 2004  | Président | Bush 54 % – 45 %   |
| 2008  | Président | McCain 52 % – 47 % |
| 2012  | Président | Romney 64 % – 35 % |
| 2016  | Président | Trump 58 % – 37 %  |
| 2020  | Président | Trump 57 % – 42 %  |

## Liste des Représentants du district
L'Arizona a commencé à envoyer un cinquième Représentant à la Chambre après le recensement de 1980.
| Membre                            | Parti       | Année                           | Congrès     | Histoire électorale | Zone géographique, |
| --------------------------------- | ----------- | ------------------------------- | ----------- | --- | --- |
| District créée le 3 janvier 1983. |             |                                 |             | | |
| James F. McNulty Jr. (en)         | Démocrate   | 3 janvier 1983 - 3 janvier 1985 | 98e         | Élu en 1982. perd sa réélection. | Sud-est de l'Arizona, incluant des parties de Tucson, et les Comtés de Cochise, Greenlee, Graham (en partie), Pima (en partie) , Pinal (en partie) et Santa Cruz (en partie)                                        |
| Jim Kolbe                         | Républicain | 3 janvier 1985 - 3 janvier 2003 | 99e - 107e  | Élu en 1984. Réélu en 1986. Réélu en 1988. Réélu en 1990. Réélu en 1992. Réélu en 1994. Réélu en 1996. Réélu en 1998. Réélu en 2000. Redécoupage vers le 8e district. | Sud-est de l'Arizona, incluant des parties de Tucson, et les Comtés de Cochise, Greenlee, Graham (en partie), Pima (en partie) , Pinal (en partie) et Santa Cruz (en partie)                                        |
| Jim Kolbe                         | Républicain | 3 janvier 1985 - 3 janvier 2003 | 99e - 107e  | Élu en 1984. Réélu en 1986. Réélu en 1988. Réélu en 1990. Réélu en 1992. Réélu en 1994. Réélu en 1996. Réélu en 1998. Réélu en 2000. Redécoupage vers le 8e district. | Sud-est de l'Arizona, incluant des parties de Tucson, et les Comtés de Cochise, Graham (en partie), Pima (en partie) et Pinal (en partie)                                                                           |
| J. D. Hayworth (en)               | Républicain | 3 janvier 2003 - 3 janvier 2007 | 108e , 109e | Redécoupage depuis le 6e district. Réélu en 2002. Réélu en 2004. perd sa réélection.                                                                                  | Partie du Comté de Maricopa, et parties de l'Aire métropolitaine de Phoenix |
| Harry Mitchell (en)               | Démocrate   | 3 janvier 2007 - 3 janvier 2011 | 110e , 111e | Élu en 2006. Réélu en 2008. perd sa réélection. | Partie du Comté de Maricopa, et parties de l'Aire métropolitaine de Phoenix |
| David Schweikert                  | Républicain | 3 janvier 2011 - 3 janvier 2013 | 112e        | Élu en 2010. Redécoupage vers le 6e district. | Partie du Comté de Maricopa, et parties de l'Aire métropolitaine de Phoenix |
| Matt Salmon                       | Républicain | 3 janvier 2013 - 3 janvier 2017 | 113e , 114e | Élu en 2012. Réélu en 2014. Retrait. | 2013–2023 Partie du Comté de Maricopa, et les parties sud-est de l'Aire métropolitaine de Phoenix 2023–en cours Partie des comtés de Maricopa, de Pinal et les parties sud-est de l'Aire métropolitaine de Phoenix. |
| Andy Biggs                        | Républicain | 3 janvier 2017 - en cours       | 115e - 119e | Élu en 2016. Réélu en 2018. Réélu en 2020. Réélu en 2022. Réelu en 2024. Retrait pour se présenter comme gouverneur de l'Arizona.                                     | 2013–2023 Partie du Comté de Maricopa, et les parties sud-est de l'Aire métropolitaine de Phoenix 2023–en cours Partie des comtés de Maricopa, de Pinal et les parties sud-est de l'Aire métropolitaine de Phoenix. |

## Résultats des récentes élections
Voici les résultats des dix précédents cycles électoraux dans le district.

### 2004
| Élection de 2004 du 5e district congressionnel d'Arizona | Élection de 2004 du 5e district congressionnel d'Arizona | Élection de 2004 du 5e district congressionnel d'Arizona | Élection de 2004 du 5e district congressionnel d'Arizona | Élection de 2004 du 5e district congressionnel d'Arizona |
| -------------------------------------------------------- | -------------------------------------------------------- | -------------------------------------------------------- | -------------------------------------------------------- | -------------------------------------------------------- |
| Parti                                                    | Parti                                                    | Candidat                                                 | Votes                                                    | %                                                        |
|                                                          | Républicain                                              | J. D. Hayworth (sortant)                                 | 159 455                                                  | 59,50                                                    |
|                                                          | Démocrate                                                | Elizabeth Rogers                                         | 102 363                                                  | 38,19                                                    |
|                                                          | Libertarien                                              | Michael Kielsky                                          | 6 189                                                    | 2,31                                                     |
| Total des votes                                          | Total des votes                                          | Total des votes                                          | 268 007                                                  | 100 %                                                    |
|                                                          | Les Républicains conservent                              |                                                          |                                                          |                                                          |

### 2006
| Élection de 2006 du 5e district congressionnel d'Arizona | Élection de 2006 du 5e district congressionnel d'Arizona | Élection de 2006 du 5e district congressionnel d'Arizona | Élection de 2006 du 5e district congressionnel d'Arizona | Élection de 2006 du 5e district congressionnel d'Arizona |
| -------------------------------------------------------- | -------------------------------------------------------- | -------------------------------------------------------- | -------------------------------------------------------- | -------------------------------------------------------- |
| Parti                                                    | Parti                                                    | Candidat                                                 | Votes                                                    | %                                                        |
|                                                          | Démocrate                                                | Harry Mitchell                                           | 101 838                                                  | 50,41                                                    |
|                                                          | Républicain                                              | J. D. Hayworth (sortant)                                 | 93 815                                                   | 46,44                                                    |
|                                                          | Libertarien                                              | Warren Severin                                           | 6 357                                                    | 3,15                                                     |
| Total des votes                                          | Total des votes                                          | Total des votes                                          | 202                                                      | 100 %                                                    |
|                                                          | Les Démocrates prennent aux Républicains                 |                                                          |                                                          |                                                          |

### 2008
| Élection de 2008 du 5e district congressionnel d'Arizona | Élection de 2008 du 5e district congressionnel d'Arizona | Élection de 2008 du 5e district congressionnel d'Arizona | Élection de 2008 du 5e district congressionnel d'Arizona | Élection de 2008 du 5e district congressionnel d'Arizona |
| -------------------------------------------------------- | -------------------------------------------------------- | -------------------------------------------------------- | -------------------------------------------------------- | -------------------------------------------------------- |
| Parti                                                    | Parti                                                    | Candidat                                                 | Votes                                                    | %                                                        |
|                                                          | Démocrate                                                | Harry Mitchell (sortant)                                 | 149 033                                                  | 53,16                                                    |
|                                                          | Républicain                                              | David Schweikert                                         | 122 165                                                  | 43,57                                                    |
|                                                          | Libertarien                                              | Warren Severin                                           | 9 158                                                    | 3,27                                                     |
| Total des votes                                          | Total des votes                                          | Total des votes                                          | 280 365                                                  | 100 %                                                    |
|                                                          | Les Démocrates conservent                                |                                                          |                                                          |                                                          |

### 2010
| Élection de 2010 du 5e district congressionnel d'Arizona | Élection de 2010 du 5e district congressionnel d'Arizona | Élection de 2010 du 5e district congressionnel d'Arizona | Élection de 2010 du 5e district congressionnel d'Arizona | Élection de 2010 du 5e district congressionnel d'Arizona |
| -------------------------------------------------------- | -------------------------------------------------------- | -------------------------------------------------------- | -------------------------------------------------------- | -------------------------------------------------------- |
| Parti                                                    | Parti                                                    | Candidat                                                 | Votes                                                    | %                                                        |
|                                                          | Républicain                                              | David Schweikert                                         | 110 374                                                  | 52,0                                                     |
|                                                          | Démocrate                                                | Harry Mitchell (sortant)                                 | 91 749                                                   | 43,23                                                    |
|                                                          | Libertarien                                              | Nick Coons                                               | 10 127                                                   | 4,77                                                     |
| Total des votes                                          | Total des votes                                          | Total des votes                                          | 212 250                                                  | 100 %                                                    |
|                                                          | Les Républicains prennent aux Démocrates                 |                                                          |                                                          |                                                          |

### 2012
| Élection de 2012 du 5e district congressionnel d'Arizona | Élection de 2012 du 5e district congressionnel d'Arizona | Élection de 2012 du 5e district congressionnel d'Arizona | Élection de 2012 du 5e district congressionnel d'Arizona | Élection de 2012 du 5e district congressionnel d'Arizona |
| -------------------------------------------------------- | -------------------------------------------------------- | -------------------------------------------------------- | -------------------------------------------------------- | -------------------------------------------------------- |
| Parti                                                    | Parti                                                    | Candidat                                                 | Votes                                                    | %                                                        |
|                                                          | Républicain                                              | Matt J. Salmon                                           | 183 470                                                  | 67,19                                                    |
|                                                          | Démocrate                                                | Spencer Morgan                                           | 89 589                                                   | 32,81                                                    |
| Total des votes                                          | Total des votes                                          | Total des votes                                          | 273 059                                                  | 100 %                                                    |
|                                                          | Les Républicains conservent                              |                                                          |                                                          |                                                          |

### 2014
| Élection de 2014 du 5e district congressionnel d'Arizona | Élection de 2014 du 5e district congressionnel d'Arizona | Élection de 2014 du 5e district congressionnel d'Arizona | Élection de 2014 du 5e district congressionnel d'Arizona | Élection de 2014 du 5e district congressionnel d'Arizona |
| -------------------------------------------------------- | -------------------------------------------------------- | -------------------------------------------------------- | -------------------------------------------------------- | -------------------------------------------------------- |
| Parti                                                    | Parti                                                    | Candidat                                                 | Votes                                                    | %                                                        |
|                                                          | Républicain                                              | Matt J. Salmon (sortant)                                 | 124 867                                                  | 69,58                                                    |
|                                                          | Démocrate                                                | James Woods                                              | 54 596                                                   | 30,42                                                    |
| Total des votes                                          | Total des votes                                          | Total des votes                                          | 179 463                                                  | 100 %                                                    |
|                                                          | Les Républicains conservent                              |                                                          |                                                          |                                                          |

### 2016
| Élection de 2016 du 5e district congressionnel d'Arizona | Élection de 2016 du 5e district congressionnel d'Arizona | Élection de 2016 du 5e district congressionnel d'Arizona | Élection de 2016 du 5e district congressionnel d'Arizona | Élection de 2016 du 5e district congressionnel d'Arizona |
| -------------------------------------------------------- | -------------------------------------------------------- | -------------------------------------------------------- | -------------------------------------------------------- | -------------------------------------------------------- |
| Parti                                                    | Parti                                                    | Candidat                                                 | Votes                                                    | %                                                        |
|                                                          | Républicain                                              | Andy Biggs                                               | 205 184                                                  | 64,10                                                    |
|                                                          | Démocrate                                                | Talia Fuentes                                            | 114 940                                                  | 35,90                                                    |
| Total des votes                                          | Total des votes                                          | Total des votes                                          | 320 124                                                  | 100 %                                                    |
|                                                          | Les Républicains conservent                              |                                                          |                                                          |                                                          |

### 2018
| Élection de 2018 du 5e district congressionnel d'Arizona | Élection de 2018 du 5e district congressionnel d'Arizona | Élection de 2018 du 5e district congressionnel d'Arizona | Élection de 2018 du 5e district congressionnel d'Arizona | Élection de 2018 du 5e district congressionnel d'Arizona |
| -------------------------------------------------------- | -------------------------------------------------------- | -------------------------------------------------------- | -------------------------------------------------------- | -------------------------------------------------------- |
| Parti                                                    | Parti                                                    | Candidat                                                 | Votes                                                    | %                                                        |
|                                                          | Républicain                                              | Andy Biggs (sortant)                                     | 186 037                                                  | 59,4                                                     |
|                                                          | Démocrate                                                | Joan Greene                                              | 127 027                                                  | 40,6                                                     |
| Total des votes                                          | Total des votes                                          | Total des votes                                          | 239 190                                                  | 100 %                                                    |
|                                                          | Les Républicains conservent                              |                                                          |                                                          |                                                          |

### 2020
| Élection de 2020 du 5e district congressionnel d'Arizona | Élection de 2020 du 5e district congressionnel d'Arizona | Élection de 2020 du 5e district congressionnel d'Arizona | Élection de 2020 du 5e district congressionnel d'Arizona | Élection de 2020 du 5e district congressionnel d'Arizona |
| -------------------------------------------------------- | -------------------------------------------------------- | -------------------------------------------------------- | -------------------------------------------------------- | -------------------------------------------------------- |
| Parti                                                    | Parti                                                    | Candidat                                                 | Votes                                                    | %                                                        |
|                                                          | Républicain                                              | Andy Biggs (sortant)                                     | 262 414                                                  | 58,9                                                     |
|                                                          | Démocrate                                                | Joan Greene                                              | 183 171                                                  | 41,1                                                     |
|                                                          | Write-in                                                 | Write-in                                                 | 72                                                       | 0,0                                                      |
| Total des votes                                          | Total des votes                                          | Total des votes                                          | 445 657                                                  | 100 %                                                    |
|                                                          | Les Républicains conservent                              |                                                          |                                                          |                                                          |

### 2022
| Primaire Démocrate de 2022 du 5e district congressionnel d'Arizona | Primaire Démocrate de 2022 du 5e district congressionnel d'Arizona | Primaire Démocrate de 2022 du 5e district congressionnel d'Arizona | Primaire Démocrate de 2022 du 5e district congressionnel d'Arizona | Primaire Démocrate de 2022 du 5e district congressionnel d'Arizona |
| ------------------------------------------------------------------ | ------------------------------------------------------------------ | ------------------------------------------------------------------ | ------------------------------------------------------------------ | ------------------------------------------------------------------ |
| Parti                                                              | Parti                                                              | Candidat                                                           | Votes                                                              | %                                                                  |
|                                                                    | Démocrate                                                          | Javier Ramos                                                       | 50 647                                                             | 100                                                                |

| Primaire Républicaine de 2022 du 5e district congressionnel d'Arizona | Primaire Républicaine de 2022 du 5e district congressionnel d'Arizona | Primaire Républicaine de 2022 du 5e district congressionnel d'Arizona | Primaire Républicaine de 2022 du 5e district congressionnel d'Arizona | Primaire Républicaine de 2022 du 5e district congressionnel d'Arizona |
| --------------------------------------------------------------------- | --------------------------------------------------------------------- | --------------------------------------------------------------------- | --------------------------------------------------------------------- | --------------------------------------------------------------------- |
| Parti                                                                 | Parti                                                                 | Candidat                                                              | Votes                                                                 | %                                                                     |
|                                                                       | Républicain                                                           | Andy Biggs (sortant)                                                  | 98 114                                                                | 99,5                                                                  |
|                                                                       | Républicain                                                           | Martin Callan (write-in)                                              | 197                                                                   | 0,2                                                                   |
|                                                                       | Républicain                                                           | David Boels (write-in)                                                | 193                                                                   | 0,2                                                                   |
|                                                                       | Républicain                                                           | Jim Beall (write-in)                                                  | 66                                                                    | 0,1                                                                   |

| Élection de 2022 du 5e district congressionnel d'Arizona | Élection de 2022 du 5e district congressionnel d'Arizona | Élection de 2022 du 5e district congressionnel d'Arizona | Élection de 2022 du 5e district congressionnel d'Arizona | Élection de 2022 du 5e district congressionnel d'Arizona |
| -------------------------------------------------------- | -------------------------------------------------------- | -------------------------------------------------------- | -------------------------------------------------------- | -------------------------------------------------------- |
| Parti                                                    | Parti                                                    | Candidat                                                 | Votes                                                    | %                                                        |
|                                                          | Républicain                                              | Andy Biggs (sortant)                                     | 182 464                                                  | 56,7                                                     |
|                                                          | Démocrate                                                | Javier Ramos                                             | 120 243                                                  | 37,4                                                     |
|                                                          | Write-in                                                 | Clint Smith                                              | 18 851                                                   | 5,9                                                      |
|                                                          | Démocrate                                                | Debra Jo Borden (write-in)                               | 32                                                       | 0,0                                                      |
| Total des votes                                          | Total des votes                                          | Total des votes                                          | 321 590                                                  | 100 %                                                    |
|                                                          | Les Républicains conservent                              |                                                          |                                                          |                                                          |

### 2024
| Primaire Républicaine de 2024 du 5e district congressionnel d'Arizona | Primaire Républicaine de 2024 du 5e district congressionnel d'Arizona | Primaire Républicaine de 2024 du 5e district congressionnel d'Arizona | Primaire Républicaine de 2024 du 5e district congressionnel d'Arizona | Primaire Républicaine de 2024 du 5e district congressionnel d'Arizona |
| --------------------------------------------------------------------- | --------------------------------------------------------------------- | --------------------------------------------------------------------- | --------------------------------------------------------------------- | --------------------------------------------------------------------- |
| Parti                                                                 | Parti                                                                 | Candidat                                                              | Votes                                                                 | %                                                                     |
|                                                                       | Républicain                                                           | Andy Biggs (sortant)                                                  | 91 820                                                                | 100                                                                   |

| Primaire Démocrate de 2024 du 5e district congressionnel d'Arizona | Primaire Démocrate de 2024 du 5e district congressionnel d'Arizona | Primaire Démocrate de 2024 du 5e district congressionnel d'Arizona | Primaire Démocrate de 2024 du 5e district congressionnel d'Arizona | Primaire Démocrate de 2024 du 5e district congressionnel d'Arizona |
| ------------------------------------------------------------------ | ------------------------------------------------------------------ | ------------------------------------------------------------------ | ------------------------------------------------------------------ | ------------------------------------------------------------------ |
| Parti                                                              | Parti                                                              | Candidat                                                           | Votes                                                              | %                                                                  |
|                                                                    | Démocrate                                                          | Katrina Schaffner                                                  | 42 396                                                             | 100                                                                |

| Élection de 2024 du 5e district congressionnel d'Arizona | Élection de 2024 du 5e district congressionnel d'Arizona | Élection de 2024 du 5e district congressionnel d'Arizona | Élection de 2024 du 5e district congressionnel d'Arizona | Élection de 2024 du 5e district congressionnel d'Arizona |
| -------------------------------------------------------- | -------------------------------------------------------- | -------------------------------------------------------- | -------------------------------------------------------- | -------------------------------------------------------- |
| Parti                                                    | Parti                                                    | Candidat                                                 | Votes                                                    | %                                                        |
|                                                          | Républicain                                              | Andy Biggs (sortant)                                     | 255 628                                                  | 60,4                                                     |
|                                                          | Démocrate                                                | Katrina Schaffner                                        | 167 680                                                  | 39,6                                                     |
| Total des votes                                          | Total des votes                                          | Total des votes                                          | 423 308                                                  | 100 %                                                    |
|                                                          | Les Républicains conservent                              |                                                          |                                                          |                                                          |